# 能海寛

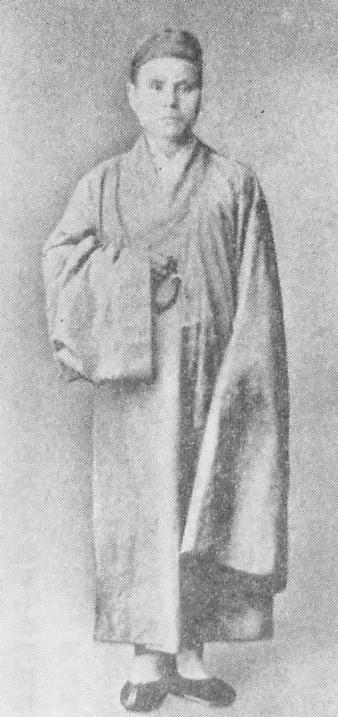
能海寛

能海 寛（のうみ ゆたか、1868年7月7日〈慶応4年5月18日〉 - 1903年〈明治36年〉?）は、チベットを探検した真宗大谷派の僧、仏教学者。

## 経歴
1868年（慶応4年）5月18日、島根県那賀郡波佐村（現在の浜田市金城町）長田にある浄蓮寺住職の能海法憧の次男として生まれる。1877年（明治10年）、10歳の時に広島へ出て進徳教校（現在の崇徳中学校・高等学校)で3年間漢籍などを学び、11歳の時得度し宗門に入る。その後郷里に戻り養父謙信から後継住職としての教育を受ける。1885年（明治18年）9月、18歳の時に再び広島へ出て進徳教校へ入学するが、4ヶ月後に退学し、京都へ出て、西本願寺の普通教校（現在の龍谷大学の前身の一部）で学ぶ。
1890年（明治23年）慶應義塾予科（現在の慶應義塾大学）に転じ、ウォルター・ウェストンに学ぶ。さらに翌年、哲学館（現在の東洋大学）に入学。哲学館では、南条文雄に多大な影響を受ける。
1893年（明治26年）『世界に於ける佛教徒』を自費出版し、その中で、チベット大蔵経の原典入手の重要性、チベット探検の必要性を説いている。
1898年（明治31年）に結婚するも、同年11月、上海に向け神戸港を出港する。
1899年（明治32年）8月、大谷大学教授の寺本婉雅とともに、四川省の巴塘（パタン）からのチベット入りを試みるも、身の危険のため断念する。
1900年（明治33年）8月、新疆省（現在の新疆ウイグル自治区）からのチベット入りを試みるが、やはり、難路と危険によって引き返す。
1901年（明治34年）4月18日、今度は雲南省の大理府から「今からチベットに入るため音信不通となる」という内容の手紙を発信した後、消息を絶つ。
その後、伊東忠太一行がミャオ族の建築物研究に雲南省のチベット国境付近に赴いた際の調査により、能海は1903年（明治36年）ごろに同地で土賊に襲われ死去したらしいということが判明した。
ただ、『金剛般若経』や『金光明経』などの蔵本（チベット語経典）や仏像類などの資料を日本に送っている。それらの資料は、大谷大学と金城町歴史民俗資料館に所蔵されている。
1982年（昭和57年）、生家浄蓮寺の境内に顕彰碑が建立されている。また、1986年（昭和61年）以降、浄蓮寺から、自筆の地図、スケッチや、日記などを含む多くの新出資料が発見された。

## 著作
- 『世界に於ける仏教徒』哲学書院、1893年11月。 NCID BA9182018X。全国書誌番号:40044098。
  - 『世界に於ける仏教徒』能海寛研究会、2002年5月。 NCID BB0459427X。
  - 『新かな遣い版 世界に於ける仏教徒』岡崎秀紀編著、報光社、2019年6月。 NCID BB28722578。全国書誌番号:23272008。
- 『能海寛遺稿』能海寛追憶会、1917年4月。 NCID BN13195917。全国書誌番号:43019261 全国書誌番号:60005940。
  - 『能海寛遺稿』（復刻版）五月書房、1998年2月。ISBN 9784772702157。 NCID BA35599270。全国書誌番号:98084556。

### 著作集
- 能海寛研究会 編『能海寛業績全記録 1』金子民雄監修、うしお書店〈能海寛著作集 第1巻〉、2005年3月。 NCID BA71897308。
- 能海寛研究会 編『能海寛業績全記録 2』金子民雄監修、うしお書店〈能海寛著作集 第2巻〉、2005年7月。 NCID BA71897308。全国書誌番号:21180649。
- 能海寛研究会 編『春秋日記』金子民雄監修、うしお書店〈能海寛著作集 第3巻〉、2005年11月。 NCID BA7481352X。全国書誌番号:21180652。
- 能海寛研究会 編『中国巡礼探検記録 1』金子民雄監修、うしお書店〈能海寛著作集 第4巻〉、2007年6月。 NCID BA82349235。
- 能海寛研究会 編『中国巡礼探検記録 2』金子民雄監修、USS出版〈能海寛著作集 第5巻〉、2007年7月。 NCID BA82349235。全国書誌番号:21271102。
- 能海寛研究会 編『寄稿論文など』金子民雄監修、USS出版〈能海寛著作集 第6巻〉、2009年5月。 NCID BA90200328。全国書誌番号:21612617。
- 能海寛研究会 編『能海寛往復書簡 1』金子民雄監修、USS出版〈能海寛著作集 第7巻〉、2007年11月。 NCID BA84954299。全国書誌番号:21339565。
- 能海寛研究会 編『能海寛往復書簡 2』金子民雄監修、USS出版〈能海寛著作集 第8巻 上〉、2008年8月。 NCID BA84954299。全国書誌番号:21492215。
- 能海寛研究会 編『能海寛往復書簡 2』金子民雄監修、USS出版〈能海寛著作集 第8巻 下〉、2008年9月。 NCID BA84954299。全国書誌番号:21487805。
- 能海寛研究会 編『能海寛往復書簡 3』金子民雄監修、USS出版〈能海寛著作集 第9巻〉、2009年1月。 NCID BA84954299。全国書誌番号:21544378。
- 能海寛研究会 編『手帳記録と第一次探検記録』金子民雄監修、USS出版〈能海寛著作集 第10巻〉、2008年5月。 NCID BA86362905。全国書誌番号:21426235。
- 能海寛研究会 編『大学講義録と民俗』金子民雄監修、USS出版〈能海寛著作集 第11巻 上〉、2008年11月。 NCID BA88095912。全国書誌番号:21503221。
- 能海寛研究会 編『大学講義録と民俗』金子民雄監修、USS出版〈能海寛著作集 第11巻 下〉、2008年12月。 NCID BA88095912。全国書誌番号:21524483。
- 能海寛研究会 編『嘆願書と上申報告書』金子民雄監修、USS出版〈能海寛著作集 第12巻〉、2009年3月。 NCID BA89941363。全国書誌番号:21577557。
- 能海寛研究会 編『英文日記と機関誌（智恵と慈悲）など』金子民雄監修、USS出版〈能海寛著作集 第13巻〉、2009年2月。 NCID BA8921186X。全国書誌番号:21557965。
- 能海寛研究会 編『フィールド・ノートなど 1』金子民雄監修、USS出版〈能海寛著作集 第14巻〉、2009年7月。 NCID BA90643894。全国書誌番号:21627561。
- 能海寛研究会 編『フィールド・ノートなど 2』金子民雄監修、USS出版〈能海寛著作集 第15巻〉、2009年11月。 NCID BA90643894。全国書誌番号:21683208。
- 能海寛研究会 編『総合索引』金子民雄監修、USS出版〈能海寛著作集 別巻〉、2010年3月。全国書誌番号:21734170。

## 文化財
- 能海寛関係資料（浜田市指定文化財）2008年（平成20年）7月23日指定[2]